# Autthagowit Jantod
Autthagowit Jantod (thailändisch อรรถโกวิท จันทร์ทศ; * 7. Juni 1998 in Nakhon Pathom) ist ein thailändischer Fußballspieler.

## Karriere
Atthakowit Chantod stand von 2017 bis 2019 beim Chonburi FC unter Vertrag. Der Verein aus Chonburi spielte in der höchsten thailändischen Liga, der Thai League. Sein Profidebüt gab er am 24. Juni 2017 beim Auswärtsspiel beim Nakhon Ratchasima FC. Hier stand er in der Startelf und absolvierte die kompletten 90 Minuten. Insgesamt stand er 2017 fünfmal für Chonburi in der ersten Liga auf dem Spielfeld. Die Saison 2019 wurde er an den Phuket City FC ausgeliehen. Mit Phuket spielte er in der dritten Liga, der Thai League 3. Hier trat Phuket in der Lower Region an. Für Phuket absolvierte er acht Drittligaspiele. Anschließend wurde sein Vertrag in Chonburi nicht mehr verlängert. Im Januar 2020 nahm ihn der Banbueng FC, der seinen Namen von Phuket City FC änderte und nach Chonburi umzog, fest unter Vertrag. Mit dem Klub spielte er in der Eastern Region der Liga. Im September 2020 wechselte er für den Rest des Jahres zum in der Southern Region spielenden Phatthalung FC. Bei Banbueng stand er bis Jahresende unter Vertrag. Der Kasem Bundit University FC, ein Bangkoker Drittligist, der in der Bangkok Metropolitan Region spielte, nahm ihn im Januar 2021 unter Vertrag.